# Ivana Stráská
Ivana Stráská (* 21. června 1952) je česká politička, v letech 2017 až 2020 třetí hejtmanka Jihočeského kraje a první žena v této funkci. V letech 1998 až 2006 byla starostkou Milevska. Je členkou SOCDEM.

## Osobní a profesní život
Vystudovala obor český jazyk-dějepis na Pedagogické fakultě Jihočeské univerzity. Do roku 1998 působila jako učitelka a pak zástupkyně ředitele II. Základní školy v Milevsku. Od roku 1994 je živnostnicí.
Je vdaná, má jednoho syna. Mluví rusky a francouzsky.

## Politická kariéra
V komunálních volbách v roce 1994 kandidovala ze čtvrtého místa jako bezpartijní za ČSSD do zastupitelstva města Milevsko, ale nebyla zvolena. V komunálních volbách v roce 1998 vedla jako bezpartijní kandidátku ČSSD a byla zvolena zastupitelkou. Po volbách se stala starostkou Milevska. Funkci obhájila i po komunálních volbách v roce 2002, v nichž opět vedla kandidátku ČSSD. Kandidátku strany vedla i v komunálních volbách v roce 2006 a byla zvolena zastupitelkou, ale místo starostky již neobhájila, protože volby vyhrála ODS. Mandát zastupitelky obhájila i v komunálních volbách v roce 2010, kdy kandidovala ze třetího místa kandidátky ČSSD, ale díky preferenčním hlasům byla zvolena z místa prvního. Ve volbách v roce 2014 již nekandidovala.
V krajských volbách v roce 2004 byla z šestého místa kandidátní listiny ČSSD zvolena zastupitelkou Jihočeského kraje. Mandát obhájila i ve volbách v letech 2008, 2012 a 2016, kdy ve všech třech případech kandidovala z druhého místa listiny ČSSD.
V roce 2008 se stala náměstkyní hejtmana Jihočeského kraje Jiřího Zimoly pro oblast sociální, zdravotní a národnostních menšin. V roce 2012 se stala 1. náměstkyní hejtmana pro stejné oblasti a navíc pro oblast nemocnic a záchranné služby. Od roku 2009 působí jako předsedkyně dozorčí rady Jihočeských nemocnic a členka dozorčí rady Nemocnice Dačice.
V senátních volbách v roce 2012 kandidovala za ČSSD ve volebním obvodu č. 14 – České Budějovice. Získala 17,42 % hlasů, skončila na třetím místě a nepostoupila tak ani do druhého kola.
Od krajských voleb v roce 2004 je uváděna jako členka ČSSD. V letech 2012–2013 působila jako stínová ministryně práce a sociálních věcí ČSSD. V lednu 2014 se o ní poté, co se vzdal nominace Petr Krčál, uvažovalo jako o ministryni práce a sociálních věcí ve vznikající vládě Bohuslava Sobotky a také jako o hejtmance Jihočeského kraje v případě, že by se hejtman Jiří Zimola rozhodl zůstat poslancem. Dne 3. listopadu 2016 byla zvolena náměstkyní hejtmana pro oblast zdravotnictví včetně záchranné služby.
V krajských volbách v roce 2016 obhájila svůj mandát a opět se stala náměstkyní hejtmana Zimoly. Když ale kvůli Zimolově aféře s odměnami pro vedení jihočeských nemocnic a propojení předsedy představenstva Jihočeských nemocnic Martin Bláha s výstavbou Zimolovy chaty padla krajská koalice, Zimola se vzdal své funkce a umožnil tak vznik nové koalice s ČSSD v čele. Stráská se následně 27. dubna 2017 stala novou hejtmankou.
V krajských volbách v roce 2020 byla lídryní kandidátky ČSSD v Jihočeském kraji, mandát krajské zastupitelky se jí podařilo obhájit. Nicméně ve funkci hejtmanky ji dne 3. listopadu 2020 vystřídal Martin Kuba z ODS. V krajských volbách v roce 2024 obhajovala z pozice členky SOCDEM post zastupitelky Jihočeského kraje, ale neuspěla. Kandidátka získala pouze 1,98 % hlasů a do zastupitelstva se tak nedostala.
Ve volbách do Poslanecké sněmovny PČR v roce 2021 kandidovala na 3. místě kandidátky ČSSD v Jihočeském kraji, ale nebyla zvolena.